# Гуншу
Гуншу́ (кит. упр. 拱墅, пиньинь Gǒngshù) — район городского подчинения города субпровинциального значения Ханчжоу провинции Чжэцзян (КНР). Название района происходит от находящихся на его территории достопримечательностей — моста Гунчэньцяо и местечка Шилииньхушу («усадьба у серебряного озера в 10 ли»).

## История
В имперское время эти земли входили в состав уездов Цяньтан (钱塘县) и Жэньхэ (仁和县). После образования Китайской Республики был создан уезд Хансянь (杭县). В 1927 году урбанизированная часть уезда Хансянь была выделена в отдельный город Ханчжоу.
Когда в мае 1949 года Ханчжоу был занят войсками коммунистов, то район № 8 был переименован в Гуншу. Впоследствии границы района не раз менялись. В 1990 году в его состав входило 6 уличных комитетов и 4 посёлка. В 2006 году посёлок Шантан был преобразован в уличный комитет. В 2007 году в уличный комитет был преобразован посёлок Сянфу. В 2010 году уличными комитетами стали посёлки Канцяо и Баньшань.

## Административное деление
Район делится на 10 уличных комитетов.